# Volcán San Carlos
El Volcán San Carlos, también conocido simplemente como la Caldera de Luba, es el segundo pico más alto de la isla de Bioko, en el país africano de Guinea Ecuatorial. Como su nombre lo sugiere, es un pico volcánico, elevándose a  2261 metros. Se localiza en las coordenadas geográficas 03°21′12″N 08°30′47″E / 3.35333, 8.51306
Se cree que existen más de 2000 especies diferentes de flora y fauna en su interior, por lo que se han organizado diversas expediciones científicas y es un área protegida de esa nación africana.